# Resolució 1587 del Consell de Seguretat de les Nacions Unides
La Resolució 1587 del Consell de Seguretat de les Nacions Unides fou adoptada per unanimitat el 15 de març de 2005. Després de recordar les resolucions anteriors sobre la situació a Somàlia, en particular les resolucions 733 (1992), 1519 (2003) i 1558 (2004), el Consell va restablir un grup per supervisar l'embargament d'armes contra el país durant sis mesos més.

## Observacions
El Consell de Seguretat va oferir el seu suport al procés de reconciliació somali, inclosa la Conferència de Reconciliació Nacional de Somàlia. Va condemnar el flux il·legal d'armes a través de Somàlia i en violació de l'embargament d'armes, demanant millores per al seguiment de l'embargament.

## Actes
Actuant sota el Capítol VII de la Carta de les Nacions Unides, el Consell va subratllar que tots els països haurien de complir l'embargament. Es va demanar al secretari general Kofi Annan que restablís un grup de seguiment per supervisar l'aplicació de l'embargament d'armes contra Somàlia, actualitzar les llistes sobre els qui violen les sancions, cooperar amb un Comitè establert a la Resolució 751 (1992) i formulés recomanacions. També es va demanar al Comitè que formulés recomanacions sobre les maneres de millorar l'eficàcia de l'embargament.